# Raabs an der Thaya
Raabs an der Thaya ist eine Stadtgemeinde mit 2623 Einwohnern (Stand 1. Jänner 2025) im Bezirk Waidhofen an der Thaya in Niederösterreich.

## Geografie
Raabs an der Thaya liegt im nördlichen Waldviertel in Niederösterreich. Hier vereinigen sich die beiden Quellflüsse der Thaya, die Deutsche Thaya und die Mährische Thaya. Die Fläche der Stadtgemeinde umfasst 134,65 Quadratkilometer. 27,6 Prozent der Fläche sind bewaldet.

### Gemeindegliederung
Das Gemeindegebiet umfasst folgende 33 Ortschaften (in Klammern Einwohnerzahl Stand 1. Jänner 2025):
- Alberndorf (40)
- Eibenstein (53)
- Großau (110)
- Koggendorf (24)
- Kollmitzdörfl (69)
- Liebnitz (42)
- Lindau (53)
- Luden (40)
- Modsiedl (92)
- Mostbach (55)
- Neuriegers (69)
- Nonndorf bei Raabs (59)
- Oberndorf bei Raabs (180)
- Oberndorf bei Weikertschlag (72)
- Oberpfaffendorf (17)
- Pommersdorf (40)
- Primmersdorf (20)
- Raabs an der Thaya (818)
- Rabesreith (95)
- Reith (34)
- Rossa (95)
- Schaditz (47)
- Speisendorf (78)
- Süssenbach (43)
- Trabersdorf (14)
- Unterpertholz (55)
- Unterpfaffendorf (43)
- Weikertschlag an der Thaya (140)
- Wetzles (20)
- Wilhelmshof (0)
- Zabernreith (28)
- Zemmendorf (51)
- Ziernreith (27)

| Gliederung \| Katastralgemeinden \| Ortschaften in der Gemeinde \| \| ------------------------------------------------------------------------------------------------------------------------------------------------------------------------------------------------------------------------------------------------------------------------------------------------------------------------------------------------------------------------------------------------------------------------------------------------------------------------------------------------------------------------------------------------------------------------------------------------------------------------------------------------------------------------------------------------------------------------------------------------------------------------------------ \| ------------------------------------------------------------------------------------------------------------------------------------------------------------------------------------------------------------------------------------------------------------------------------------------------------------------------------------------------------------------------------------------------------------------------------------------------------------------------------------------------------------------------------------------------------------------------------------------------------------------------------------------------------------ \| \| Alberndorf (3,55 km²) Eibenstein (3,35 km²) Großau (5,42 km²) Koggendorf (1,58 km²) Kollmitzdörfl (3,94 km²) Liebnitz (2,79 km²) Lindau (3,72 km²) Luden (5,99 km²) Modsiedl (8,25 km²) Mostbach (4,26 km²) Neuriegers (3,91 km²) Nondorf (3,86 km²) Ober- und Unterreith (3,31 km²) Oberndorf bei Raabs (5,96 km²) Oberndorf bei Weikertschlag (3,94 km²) Oberpfaffendorf (1,87 km²) Pommersdorf (6,65 km²) Primmersdorf (2,84 km²) Raabs an der Thaya (6,20 km²) Rabesreith (4,17 km²) Rossa (4,21 km²) Schaditz (3,56 km²) Speisendorf (6,55 km²) Süssenbach (4,45 km²) Trabersdorf (1,98 km²) Unterpertholz (620 km²) Unterpfaffendorf (362 km²) Weikertschlag (458 km²) Wetzles (256 km²) Wilhelmshof (181 km²) Zabernreith (312 km²) Zemmendorf (219 km²) Ziernreith (429 km²) \| Alberndorf (D) · Eibenstein (D) · Großau (D) · Koggendorf (D) · Kollmitzdörfl (D) · Liebnitz (D) · Lindau (D) · Luden (D) · Modsiedl (D) · Mostbach (D) · Neuriegers (D) · Niklasberg (R) · Nonndorf (D) · Oberndorf bei Raabs (D) Siedlung Linde (Sdlg) Oberndorf bei Weikertschlag (D) · Oberpfaffendorf (D) · Pommersdorf (D) · Primmersdorf (D) · Raabs an der Thaya (St) · Rabesreith (D) · Reith (D) · Rossa (D) · Schaditz (D) · Speisendorf (D) · Süßenbach (D) · Trabersdorf (W) · Unterpertholz (D) · Unterpfaffendorf (D) · Weikertschlag an der Thaya (D) · Wetzles (D) · Wilhelmshof (Mh) · Zabernreith (D) · Zemmendorf (D) · Ziernreith (D) · \| \| Legende \| \| | |
| Katastralgemeinden | Ortschaften in der Gemeinde |
| Alberndorf (3,55 km²) Eibenstein (3,35 km²) Großau (5,42 km²) Koggendorf (1,58 km²) Kollmitzdörfl (3,94 km²) Liebnitz (2,79 km²) Lindau (3,72 km²) Luden (5,99 km²) Modsiedl (8,25 km²) Mostbach (4,26 km²) Neuriegers (3,91 km²) Nondorf (3,86 km²) Ober- und Unterreith (3,31 km²) Oberndorf bei Raabs (5,96 km²) Oberndorf bei Weikertschlag (3,94 km²) Oberpfaffendorf (1,87 km²) Pommersdorf (6,65 km²) Primmersdorf (2,84 km²) Raabs an der Thaya (6,20 km²) Rabesreith (4,17 km²) Rossa (4,21 km²) Schaditz (3,56 km²) Speisendorf (6,55 km²) Süssenbach (4,45 km²) Trabersdorf (1,98 km²) Unterpertholz (620 km²) Unterpfaffendorf (362 km²) Weikertschlag (458 km²) Wetzles (256 km²) Wilhelmshof (181 km²) Zabernreith (312 km²) Zemmendorf (219 km²) Ziernreith (429 km²) | Alberndorf (D) · Eibenstein (D) · Großau (D) · Koggendorf (D) · Kollmitzdörfl (D) · Liebnitz (D) · Lindau (D) · Luden (D) · Modsiedl (D) · Mostbach (D) · Neuriegers (D) · Niklasberg (R) · Nonndorf (D) · Oberndorf bei Raabs (D) Siedlung Linde (Sdlg) Oberndorf bei Weikertschlag (D) · Oberpfaffendorf (D) · Pommersdorf (D) · Primmersdorf (D) · Raabs an der Thaya (St) · Rabesreith (D) · Reith (D) · Rossa (D) · Schaditz (D) · Speisendorf (D) · Süßenbach (D) · Trabersdorf (W) · Unterpertholz (D) · Unterpfaffendorf (D) · Weikertschlag an der Thaya (D) · Wetzles (D) · Wilhelmshof (Mh) · Zabernreith (D) · Zemmendorf (D) · Ziernreith (D) · |
| Legende | |

### Nachbargemeinden
| Písečné u Slavonic (CZ) Županovice u Dešné (CZ) | Dešná u Dačic (CZ)                          | Vratěnín (CZ)          |
| Karlstein an der Thaya                          | Kompassrose, die auf Nachbargemeinden zeigt | Drosendorf-Zissersdorf |
| Groß-Siegharts                                  | Ludweis-Aigen                               | Japons                 |

## Geschichte

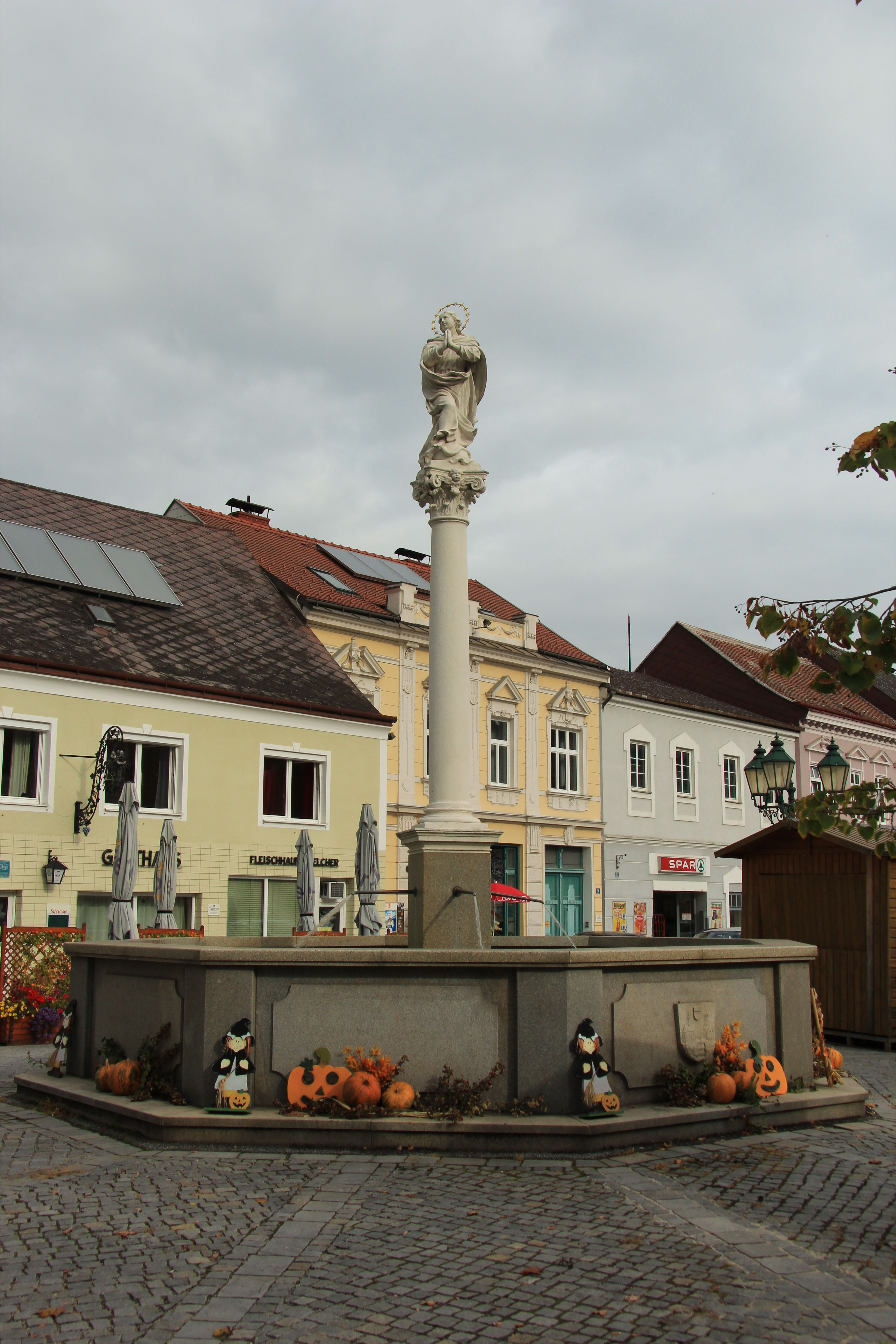
Brunnen am Hauptplatz

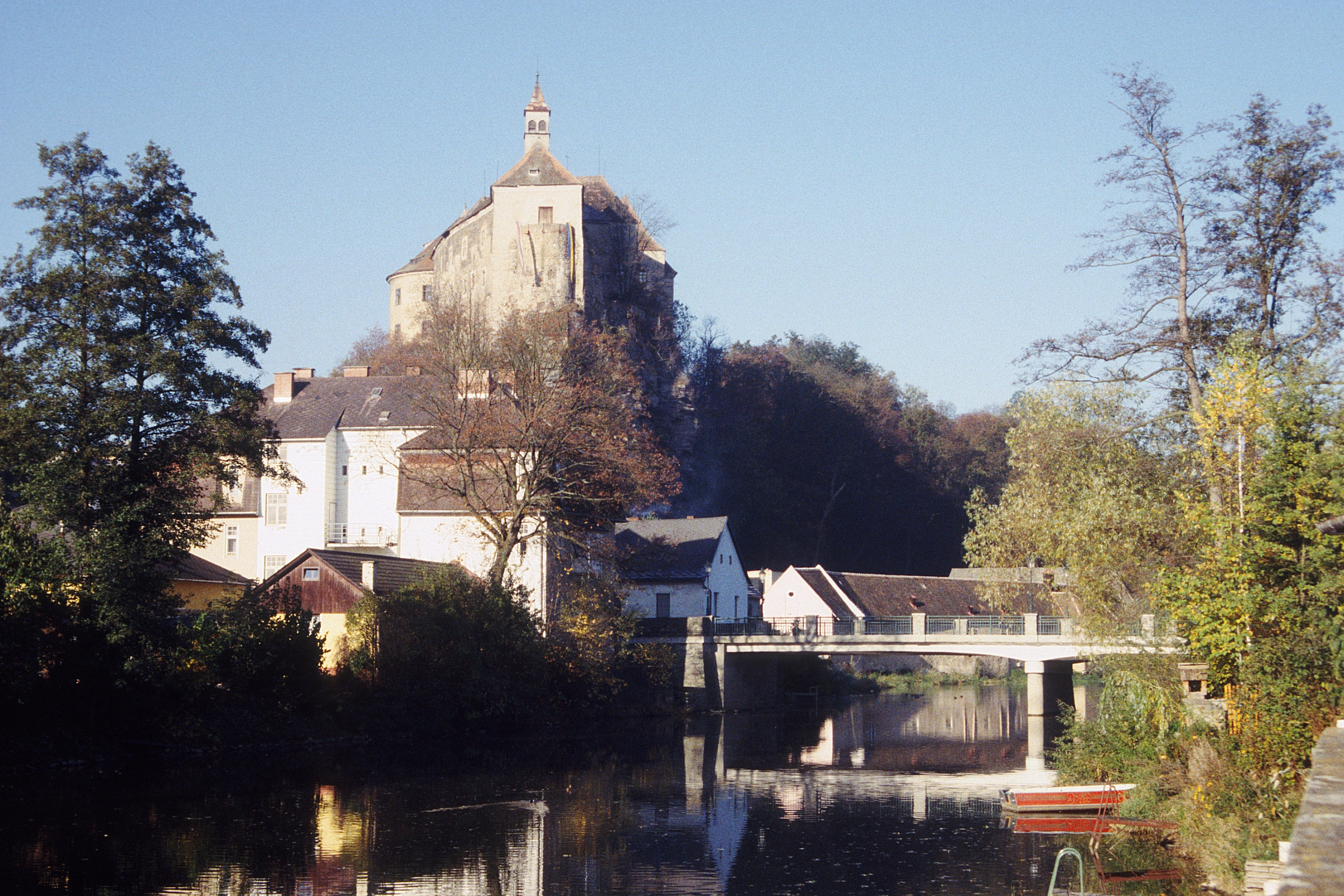
Ufer der Thaya mit Burg

Aus Raabs an der Thaya stammen die ersten Burggrafen von Nürnberg (siehe auch Geschichte der Stadt Nürnberg), die Herren und Grafen von Raabs. Im Juni 1260 übergab Königin Margarete die Grafschaft Raabs dem böhmischen Adligen Wok von Rosenberg. Dessen Söhne Heinrich und Witiko VI. schenkten am 19. März 1272 mit einer in Rosenberg ausgefertigten Urkunde das Patronatsrecht der Raabser Kirche dem von ihrem Vater gegründeten Kloster Hohenfurt. Am 26. März 1282 übergab Heinrich von Rosenberg mit einer in Wien ausgestellten Urkunde die Herrschaft Raabs dem österreichischen Herzog Albrecht von Habsburg.
Zwischen den Jahren 1358 und 1702 regierten die Puchheime in Raabs. Die Hussitenkriege der Jahre 1426 bis 1431 zogen sowohl die Ortschaft als auch deren Umgebung in Mitleidenschaft. Im Jahr 1472 erhielt der damalige Markt Raabs ein Gemeindesiegel. In den Jahren 1679 bis 1680 fielen viele in der Bevölkerung der Pest zum Opfer. Schließlich wurde die Herrschaft Raabs 1702 an Franz Anton Edlen von Quarient und Raall verkauft. 1760 erwarb Freiherr Johann Christoph von Bartensteindie Herrschaft.
Im Jahr 1900 wurde Raabs mit einer Bahnstrecke über Göpfritz an die Franz-Josefs-Bahn angeschlossen, die bis zum Jahr 2000 betrieben wurde (genauere Informationen im Abschnitt Wirtschaft und Infrastruktur).
Während des Ersten Weltkrieges bestand in Grossau das Internierungslager Grossau.
Am 29. April 1926 wurde Raabs zur Stadt erhoben, was im Oktober desselben Jahres mit einer Stadterhebungsfeier gefeiert wurde.
Im Zuge der NÖ. Kommunalstrukturverbesserung die Gemeinde um insgesamt elf ehemalige Gemeinden vergrößert. Am 1. Jänner 1970 wurde zunächst die Gemeinde Oberndorf bei Raabs eingegliedert, am 1. Jänner 1971 folgten die Gemeinden Eibenstein, Großau, Modsiedl, Mostbach, Rabesreith, Rossa (ohne Katastralgemeinde Thures), Speisendorf, Unterpertholz, Weikertschlag an der Thaya und Zabernreith sowie die Katastralgemeinde Alberndorf der Gemeinde Obergrünbach.
Die Niederösterreichische Landesausstellung 2009 wurde von Raabs gemeinsam mit der Stadt Horn und erstmals grenzüberschreitend mit einer tschechischen Stadt (Telč) veranstaltet. Das Thema der Ausstellung lautete Österreich. Tschechien. geteilt – getrennt – vereint. Im Pfarrhof von Raabs, dem so genannten Lindenhof, bildeten vor allem die Grenze und das Leben an der Grenze den Hauptschwerpunkt. Die Stadt Raabs hatte sich für das Thema Grenze angeboten, weil sich von ihr die tschechische Bezeichnung für Österreich ableitet (siehe Abschnitt „Ortsname“).

### Ortsname
Durch mehrere Lautverschiebungen entstand aus einem Personennamen (ev. Ratgoz) die Burgbezeichnung Rakoc. Von den Tschechen wurde im Mittelalter die Grafschaft Raabs, die rund 50 km lang von Raabs bis Litschau reichte, als Rakousko (das bedeutet „Raabser Land“) bezeichnet. Diese Bezeichnung wurde später auch auf das Land hinter Raabs ausgedehnt. Heute bezeichnen die Tschechen ganz Österreich als Rakousko.

### Bevölkerungsentwicklung
| Raabs an der Thaya: Einwohnerzahlen von 1869 bis 2025 | Raabs an der Thaya: Einwohnerzahlen von 1869 bis 2025 | Raabs an der Thaya: Einwohnerzahlen von 1869 bis 2025 | Raabs an der Thaya: Einwohnerzahlen von 1869 bis 2025 | Raabs an der Thaya: Einwohnerzahlen von 1869 bis 2025 |
| ----------------------------------------------------- | ----------------------------------------------------- | ----------------------------------------------------- | ----------------------------------------------------- | ----------------------------------------------------- |
| Jahr                                                  |                                                       |                                                       |                                                       | Einwohner                                             |
| 1869                                                  | 1869                                                  |                                                       | 5.908                                                 | 5.908                                                 |
| 1880                                                  | 1880                                                  |                                                       | 5.980                                                 | 5.980                                                 |
| 1890                                                  | 1890                                                  |                                                       | 5.796                                                 | 5.796                                                 |
| 1900                                                  | 1900                                                  |                                                       | 6.039                                                 | 6.039                                                 |
| 1910                                                  | 1910                                                  |                                                       | 5.729                                                 | 5.729                                                 |
| 1923                                                  | 1923                                                  |                                                       | 5.913                                                 | 5.913                                                 |
| 1934                                                  | 1934                                                  |                                                       | 5.845                                                 | 5.845                                                 |
| 1939                                                  | 1939                                                  |                                                       | 5.531                                                 | 5.531                                                 |
| 1951                                                  | 1951                                                  |                                                       | 5.386                                                 | 5.386                                                 |
| 1961                                                  | 1961                                                  |                                                       | 4.576                                                 | 4.576                                                 |
| 1971                                                  | 1971                                                  |                                                       | 4.194                                                 | 4.194                                                 |
| 1981                                                  | 1981                                                  |                                                       | 3.748                                                 | 3.748                                                 |
| 1991                                                  | 1991                                                  |                                                       | 3.295                                                 | 3.295                                                 |
| 2001                                                  | 2001                                                  |                                                       | 3.114                                                 | 3.114                                                 |
| 2011                                                  | 2011                                                  |                                                       | 2.772                                                 | 2.772                                                 |
| 2021                                                  | 2021                                                  |                                                       | 2.654                                                 | 2.654                                                 |
| 2025                                                  | 2025                                                  |                                                       | 2.623                                                 | 2.623                                                 |
| Quelle(n): Statistik Austria, Gebietsstand 1.1.2021   |                                                       |                                                       |                                                       |                                                       |

## Kultur und Sehenswürdigkeiten
- Burg Raabs an der Thaya, westlich davon in Oberndorf bei Raabs die Pfarrkirche Raabs an der Thaya.
- Auf dem Gebiet der Katastralgemeinde Eibenstein befinden sich die Burgruine Eibenstein sowie die Pfarrkirche Eibenstein.
- Auf dem Gebiet der Katastralgemeinde Großau befinden sich das Schloss Grossau und die Pfarrkirche Großau.
- Auf dem Gebiet der Katastralgemeinde Kollmitzdörfl liegen die umfangreichen Ruinen der Burg Kollmitz, die Böhmische Mauer und das Klinger-Mausoleum.
- Auf dem Gebiet der Katastralgemeinde Liebnitz die romanische Burgkirche des ehemaligen Schlosses Liebnitz.[9]
- Auf dem Gebiet der Katastralgemeinde Luden befindet sich die so genannte Gaberkirche als Überrest der Burg Gaber.
- Auf dem Gebiet der Katastralgemeinde Primmersdorf steht der Schüttkasten.
- Katholische Pfarrkirche Speisendorf hl. Nikolaus
- Auf dem Gebiet der Katastralgemeinde Weikertschlag an der Thaya beherbergt das ehemalige Rathaus das Heimatmuseum.
- Auf dem Gebiet der Katastralgemeinde Oberndorf bei Raabs befindet sich die Burgruine Widersberg.
- Auf dem Gebiet der Katastralgemeinde Ziernreith befindet sich die Pfarrkirche Niklasberg.

## Wirtschaft und Infrastruktur
Nichtlandwirtschaftliche Arbeitsstätten gab es im Jahr 2001 121, land- und forstwirtschaftliche Betriebe nach der Erhebung 1999 328. Die Zahl der Erwerbstätigen am Wohnort betrug nach der Volkszählung 2001 1259. Die Erwerbsquote lag 2001 bei 42,26 Prozent.

### Verkehr

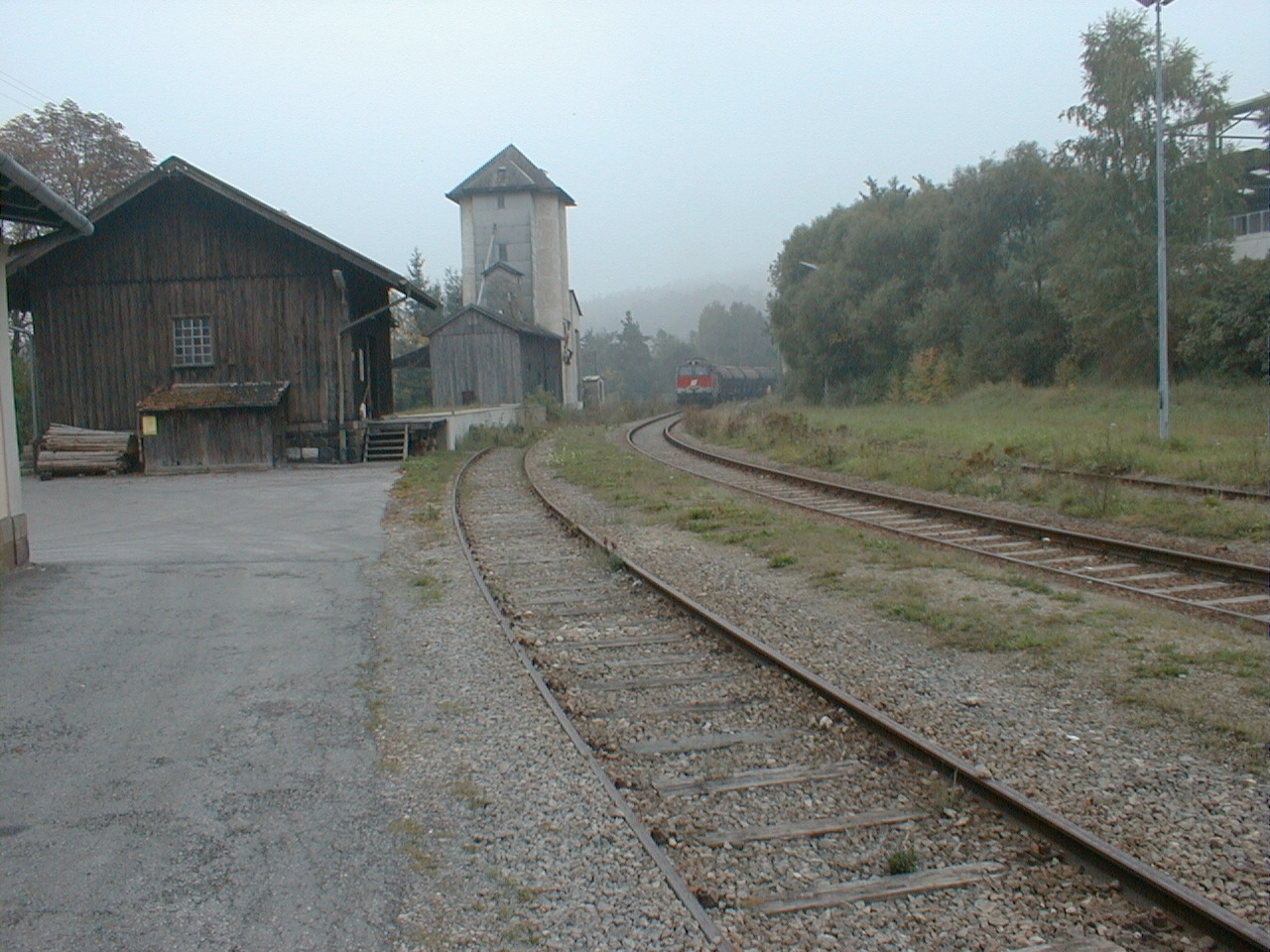
Die letzte offizielle Bedienung des Bahnhofes Raabs am 27. September 2000

- Straße: Raabs liegt an der Thayatal Bundesstraße (B30), der Landesstraße 52 sowie an der L 8073.
- Bahn: Bis zum 28. September 1986 war Raabs durch die Lokalbahn aus Göpfritz an den Personenverkehr angebunden, der Güterverkehr wurde erst im Jahr 2001 offiziell eingestellt (am 27. September 2000 wurde der Bahnhof Raabs das letzte Mal bedient).

### Öffentliche Einrichtungen
In der Gemeinde gibt es eine Volksschule und eine Mittelschule.

## Politik
Der Gemeinderat hat 21 Mitglieder.
- Mit den Gemeinderatswahlen in Niederösterreich 1990 hatte der Gemeinderat folgende Verteilung: 17 ÖVP und 6 SPÖ. (23 Mitglieder)
- Mit den Gemeinderatswahlen in Niederösterreich 1995 hatte der Gemeinderat folgende Verteilung: 15 ÖVP, 4 SPÖ und 4 UFB.[11]
- Mit den Gemeinderatswahlen in Niederösterreich 2000 hatte der Gemeinderat folgende Verteilung: 16 ÖVP, 5 SPÖ und 2 UFB.[12]
- Mit den Gemeinderatswahlen in Niederösterreich 2005 hatte der Gemeinderat folgende Verteilung: 17 ÖVP, 5 SPÖ und 1 UFB.[13]
- Mit den Gemeinderatswahlen in Niederösterreich 2010 hatte der Gemeinderat folgende Verteilung: 18 ÖVP und 5 SPÖ.[14] (23 Mitglieder)
- Mit den Gemeinderatswahlen in Niederösterreich 2015 hatte der Gemeinderat folgende Verteilung: 15 ÖVP, 4 SPÖ und 2 FPÖ.[15]
- Mit den Gemeinderatswahlen in Niederösterreich 2020 hatte der Gemeinderat folgende Verteilung: 18 ÖVP und 3 SPÖ.[16]
- Mit den Gemeinderatswahlen in Niederösterreich 2025 hat der Gemeinderat folgende Verteilung: 16 ÖVP, 3 FPÖ und 2 SPÖ.[17]

### Bürgermeister
- 1995–2004 Othmar Knapp (ÖVP)
- 2004–2023 Rudolf Mayer (ÖVP)
- seit 2023 Franz Fischer (ÖVP)

### Gemeindepartnerschaften
Raabs pflegt Partnerschaften mit folgenden Städten:
- seit 1999 mit  Jemnice, Tschechien
- seit 2002 mit  Reszel, Polen

Die Kleinregion „Zukunftsraum Thayaland“ sowie die tschechischen Mikroregionen Telč, Třešť, Jemnice und Dačice schlossen 2014 einen Kooperationsvertrag ab.

## Persönlichkeiten

### Söhne und Töchter der Gemeinde
- Franz Nader (1865–1947), österreichischer Gewerkschafter, geboren im Ortsteil Lindau
- Anna Demuth (1921–2020), Politikerin (SPÖ)
- Josef Döller (* 1954),  Kirchenmusiker und Musikpädagoge
- Martin Sierek (* 1958), Komponist

### Mit der Gemeinde verbundene Persönlichkeiten
- Josef Stangl (1911–1966), österreichischer Pfarrer und Widerstandskämpfer, der am 1. Jänner 1940 Pfarrer in Großau bei Raabs an der Thaya wurde und kurze Zeit später von der Gestapo verhaftet wurde.